# 3-й Войковский проезд
3-й Во́йковский прое́зд — улица в Северном административном округе города Москвы на территории Войковского района. Проходит от Ленинградского шоссе до 3-й Радиаторской улицы. Нумерация домов ведётся от Ленинградского шоссе.

## Название
Проезд назван в 1929 году в связи с близостью к заводу им. Войкова (ныне не существует).
В постсоветское время различные общественные организации неоднократно предлагали переименовать проезд, но безуспешно. Одним из вариантов названия предлагался 3-й Волковский проезд (в честь космонавта В. Н. Волкова и расположенной рядом улицы его имени).

## Описание
Проезд начинается от Ленинградского шоссе у дома № 15 по Ленинградскому шоссе и заканчивается пересечением с 3-й Радиаторской улицей. Направление — с востока на запад.
Проезд состоит из двух отрезков, соединённых 1-й Радиаторской улицей. Восточный начинается от Ленинградского шоссе и заканчивается пересечением со 1-й Радиаторской улицей. Второй отрезок начинается несколько севернее и заканчивается пересечением с 3-й Радиаторской улицей. Автомобильное движение — по одной полосе в каждую сторону, светофоров нет, пешеходных переходов тоже нет. Оборудован тротуарами. Примыкание — 2-я Радиаторская улица.

## Здания и сооружения

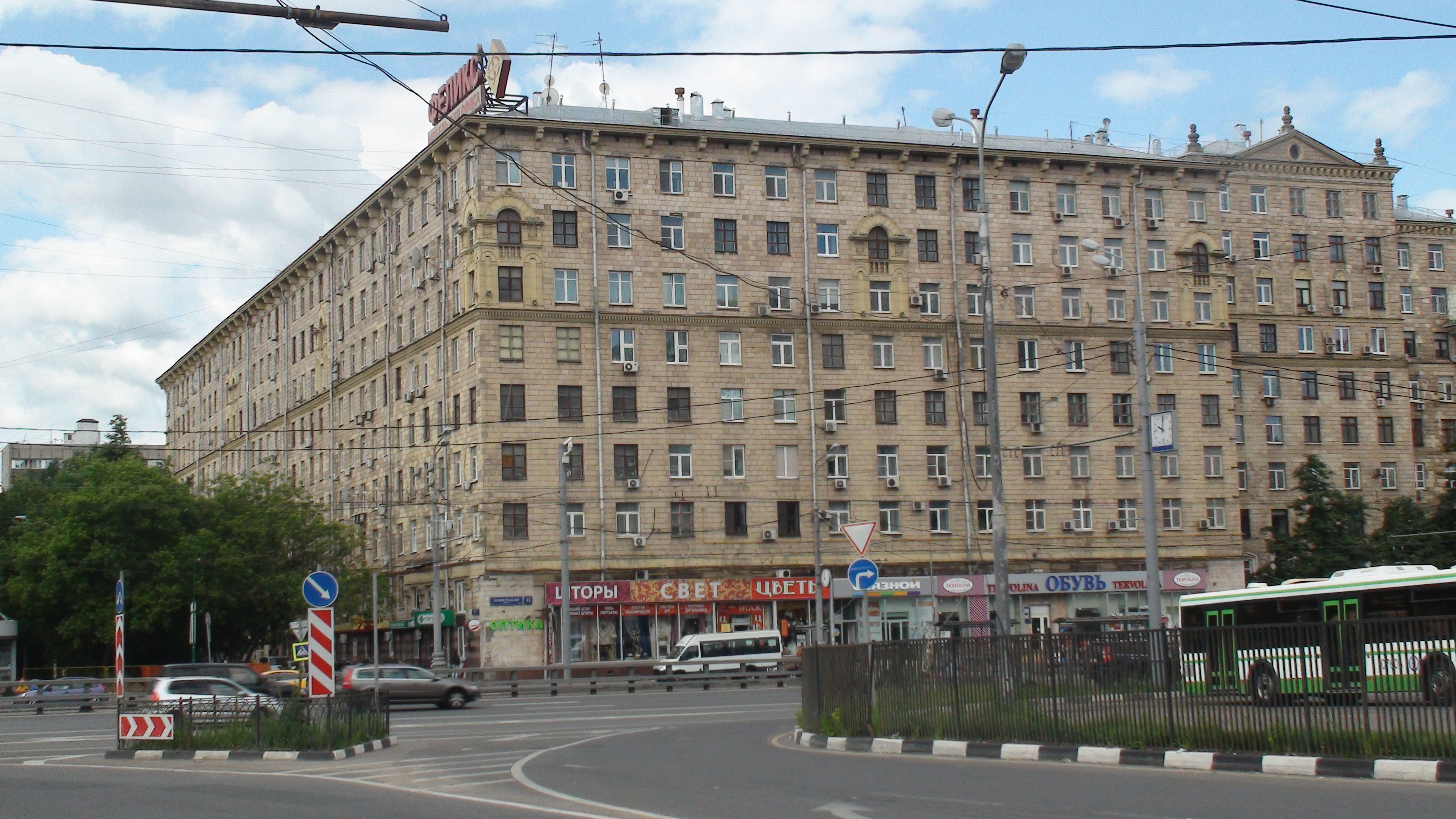
Начало 3-го Войковского проезда

Домов, приписанных к проезду, не существует.

## Общественный транспорт
Наземный общественный транспорт по проезду не ходит.
- Станция метро «Войковская» — в 20 метрах от начала проезда
- Платформа Стрешнево Рижского направления(МЦД-2) — в 550 метрах от проезда
- Станции МЦК «Балтийская» и «Стрешнево»
- Трамвайные и автобусные остановки Метро «Войковская» — у начала проезда